# مقاطعة فربانو كوزيو أوسولا

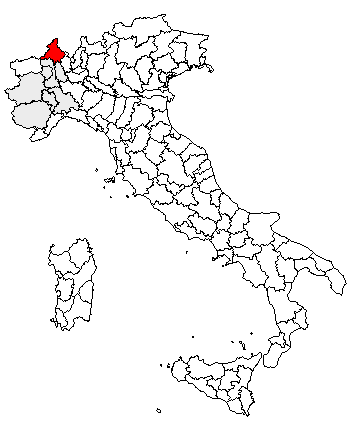
تعليق

مقاطعة فربانو كوزيو أوسولا (بالإيطالية: Provincia del Verbano Cusio Ossola)‏. مقاطعة إيطالية ضمن إقليم بييمونتي، عاصمتها مدينة فربانيا.
تقع في أقصى شمال الإقليم، ويحدها من الشمال والغرب والشرق سويسرا، شرقا إقليم لومبارديا (عند مقاطعة فاريزي)، وجنوبا مقاطعة فرشيلي ومقاطعة نوفارا. تشكلت بدمج المناطق جغرافية المميزة الثلاث : فربانو وكوزيو وأوسولا.
وقد انشئت المقاطعة بموجب المرسوم التشريعي رقم 277 المؤرخ في 30 نيسان أبريل 1992 بفصلها عن مقاطعة نوفارا.
يبلغ مجموع سكان المقاطعة عددهم نحو 161.569 نسمة، ومساحتها 2255 كيلومتر مربع، وبها 77 بلدية. أكبر المراكز السكانية بها العاصمة فربانيا على شواطئ بحيرة ماجيوري، ودومودوسولا البلدة الرئيسية في أوسولا، وأومينيا عند النهاية الشمالية لبحيرة أورتا.

## معرض صور

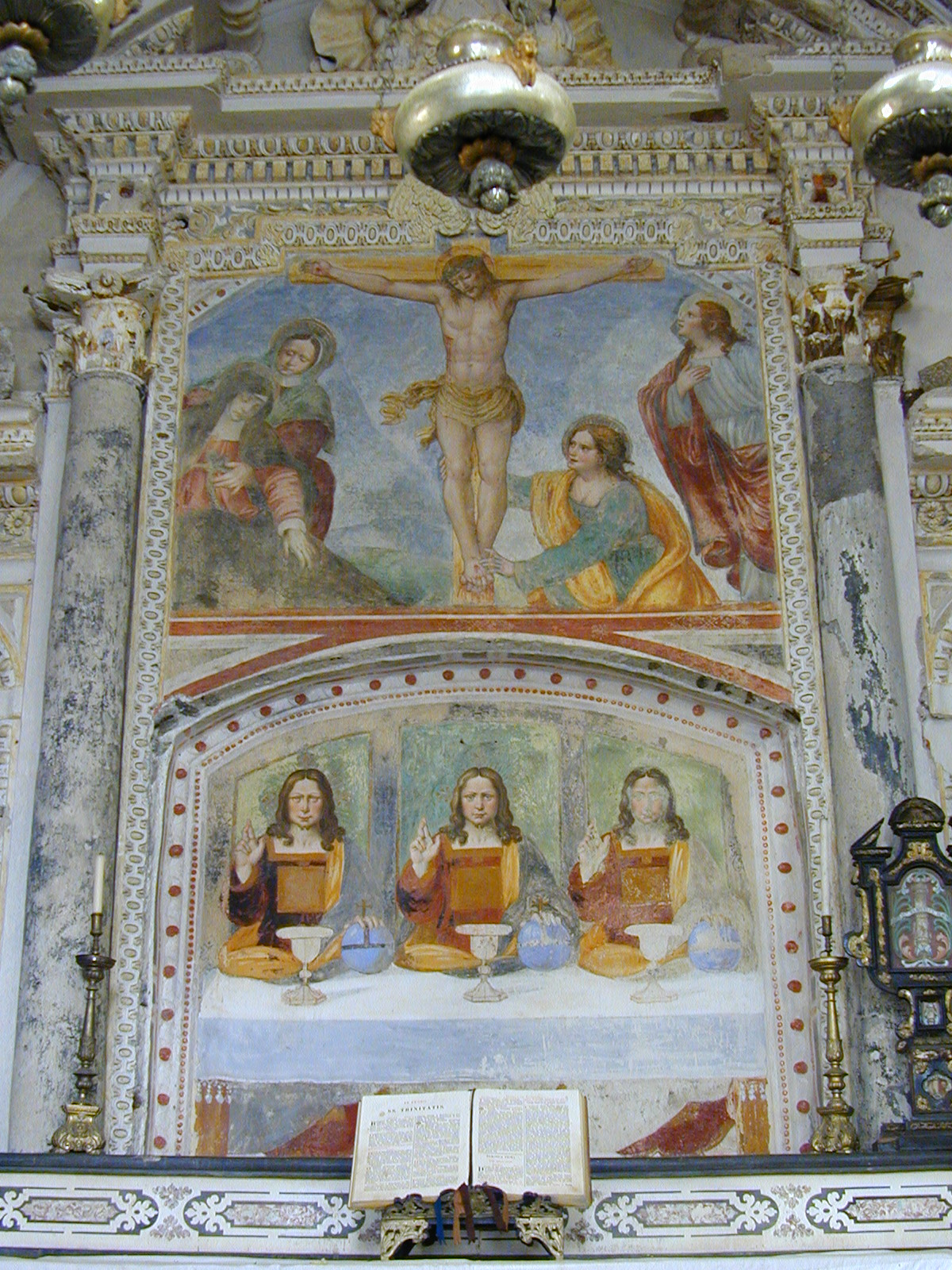
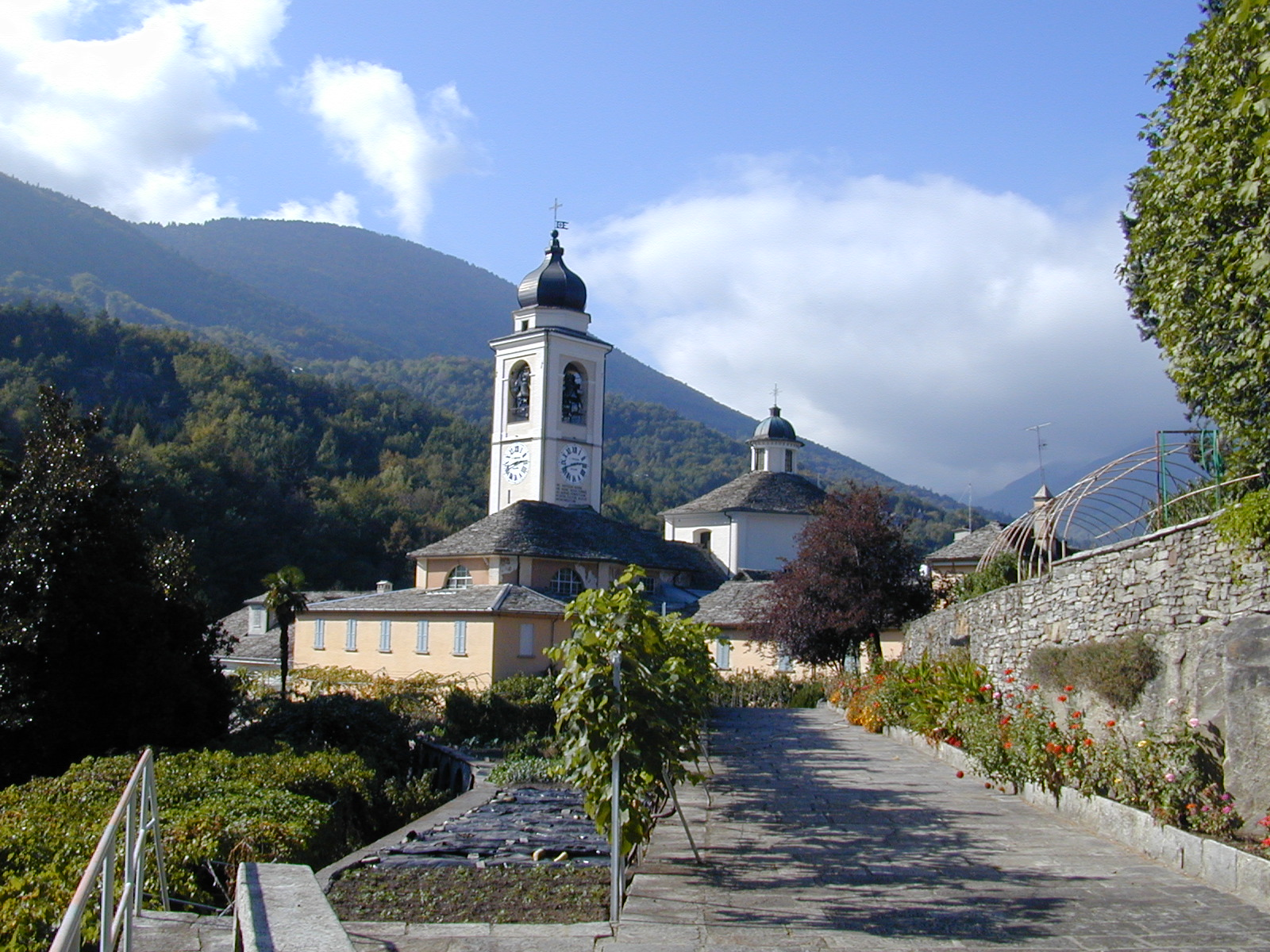
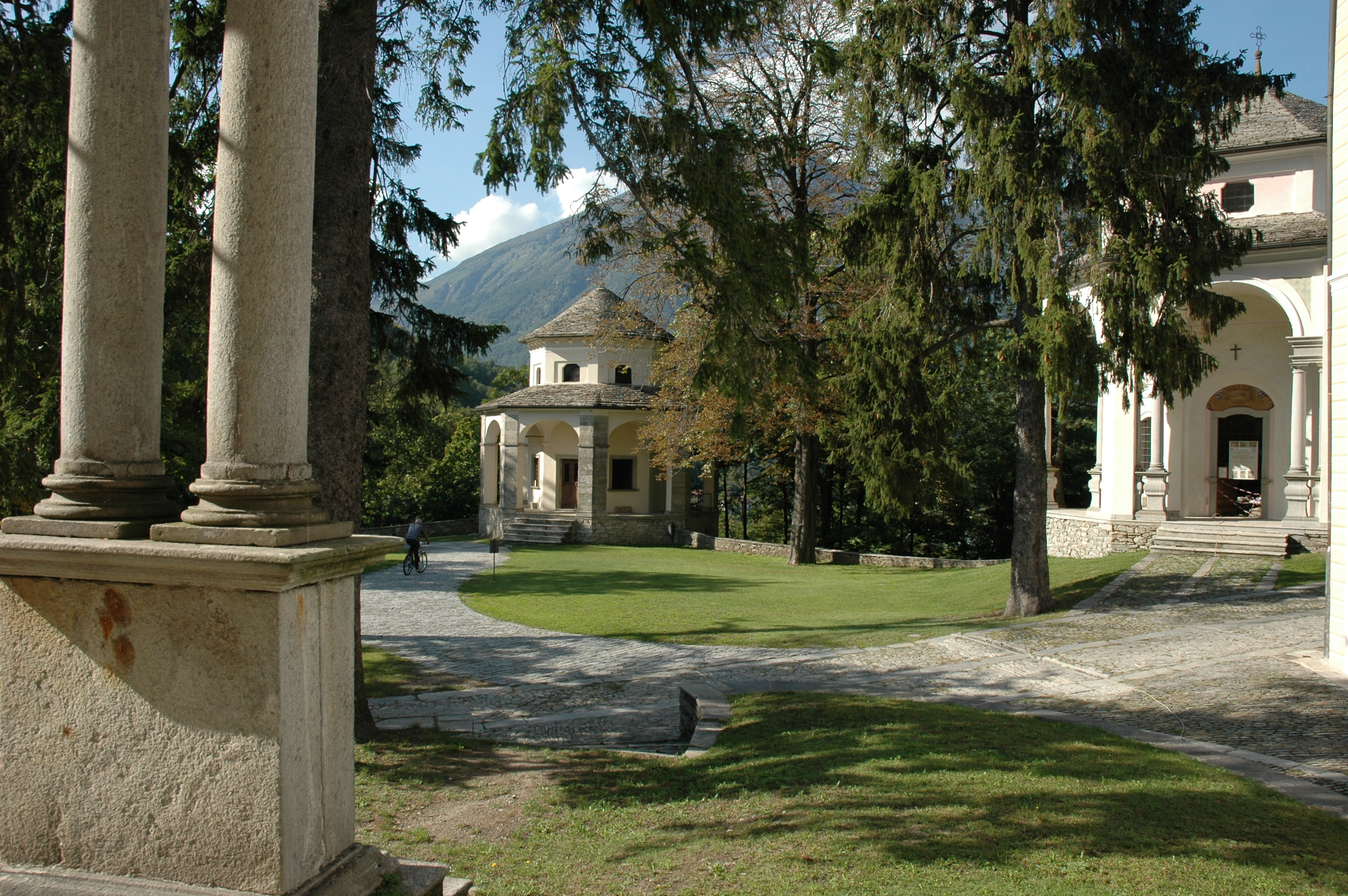
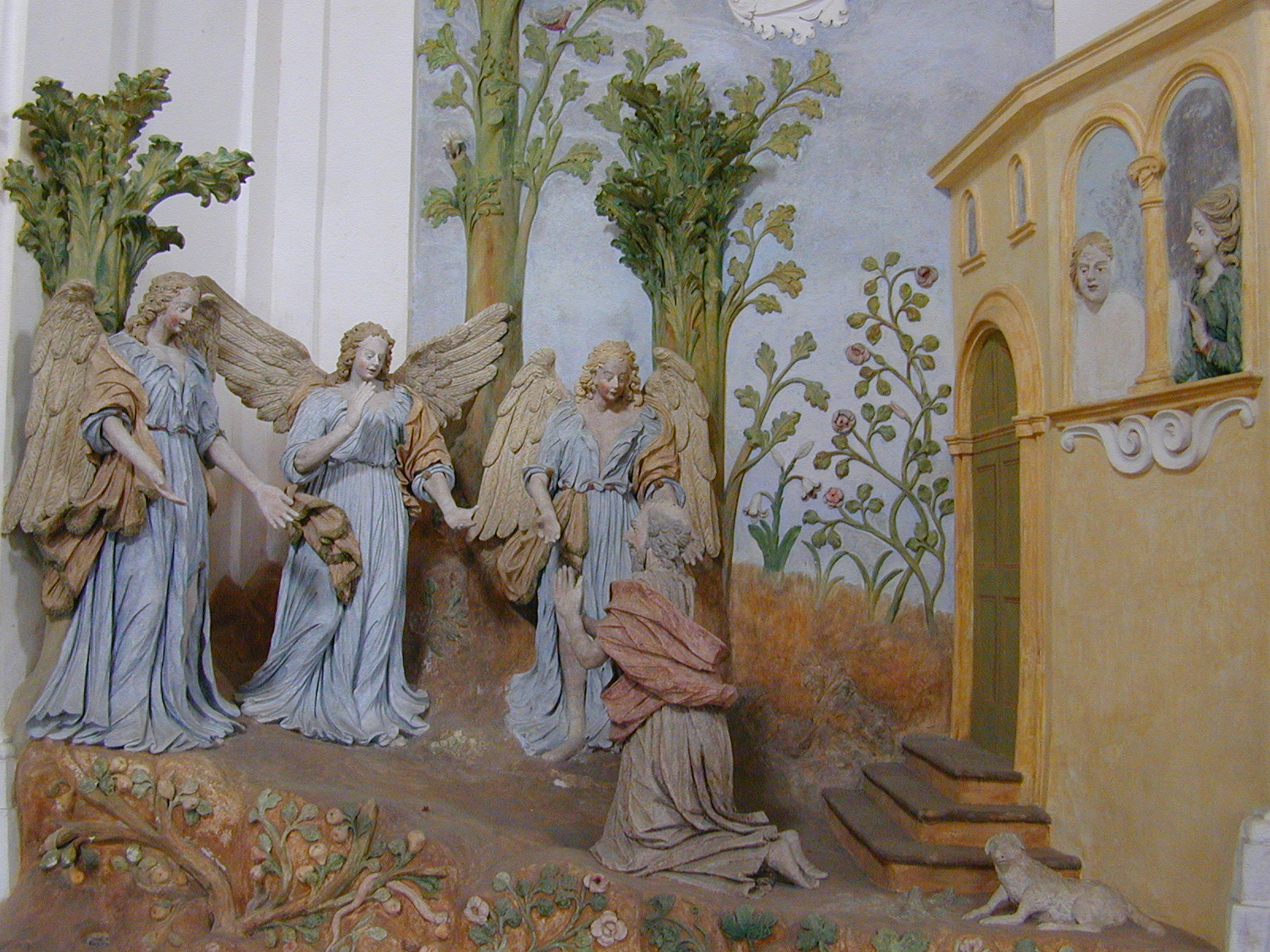
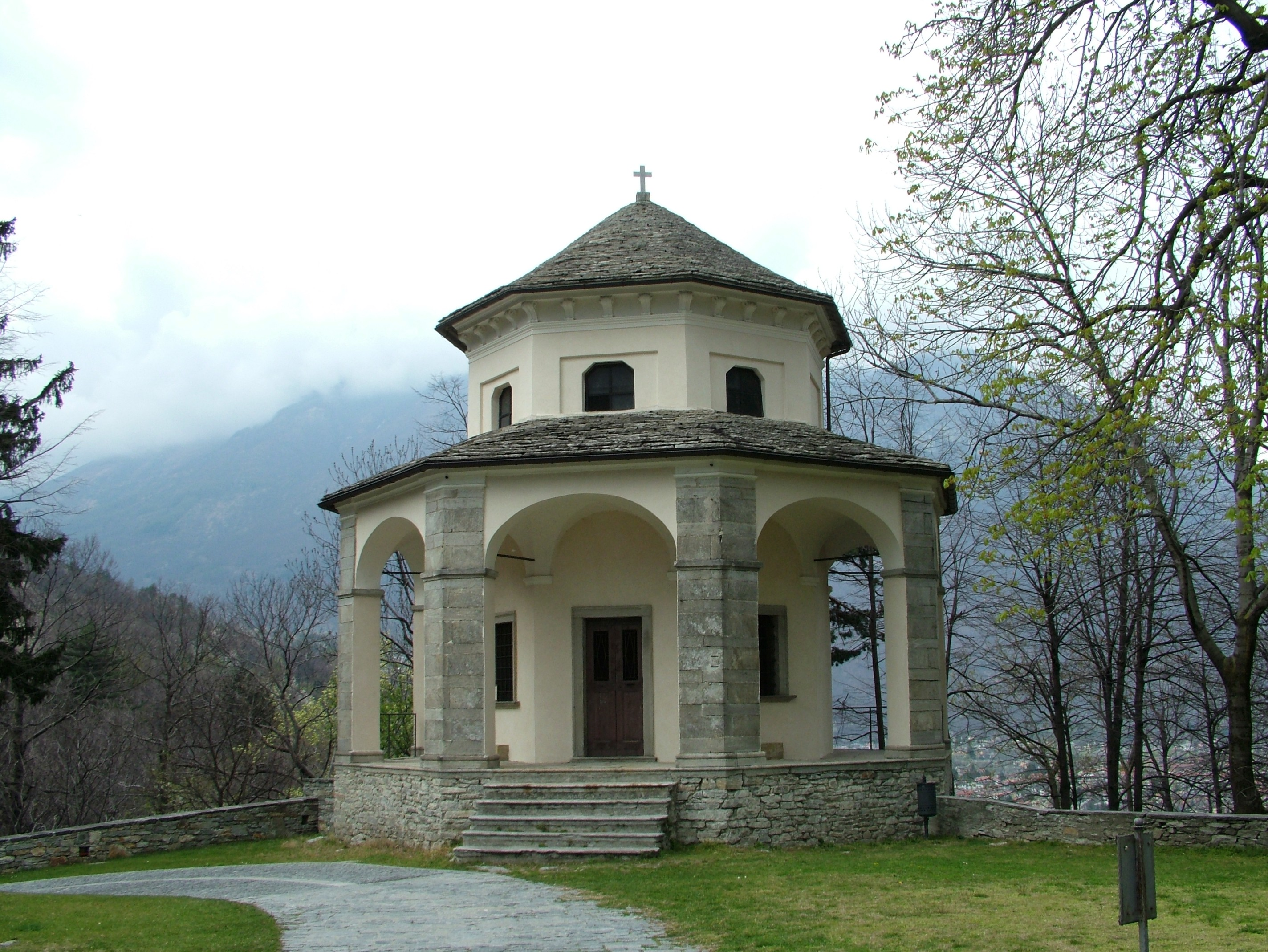
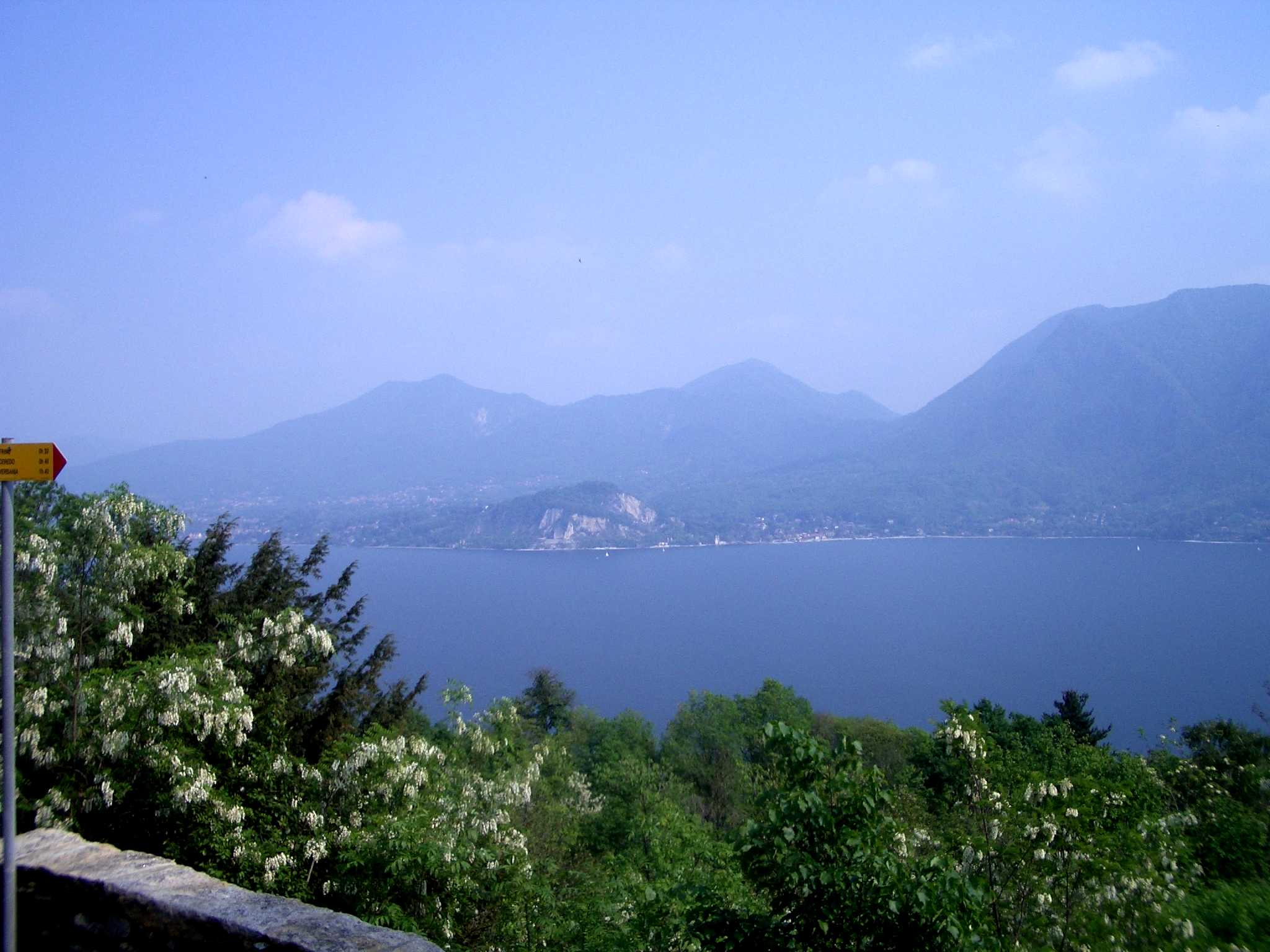